# Ain el Safssaf
Pour les articles homonymes, voir Safsaf.
Ain el Safssaf (arabe : عين الصفصاف (ʿayn al-ṣafṣaf)) est un village du Caza du Metn au Mont-Liban, Liban.

## Géographie
Ain el Safssaf est à 31 km de la capitale libanaise (Beyrouth). À une altitude d'environ 1 050 m.

## Données démographiques
En 2004, Ain el Safssaf abritait une population de 902. La population électorale (population adulte > 21 ans, qui inclut les non-résidents originaires de Ain el Safsaaf mais exclut les employés dans l'armée et la gendarmerie) était de 1165 électeurs.